# Droit de pâturage
Le droit de pâturage est le droit de faire paître du bétail ou des chevaux dans un lieu délimité et à une période précise.

## Histoire
Sous l'Ancien Régime, les vilains versent des redevances et doivent des services à leur seigneur, en échange de quoi ce dernier les autorise à faire paître leurs bêtes dans les bois et les pâturages qui appartiennent à ses terres. Le droit de pâturage peut aussi désigner une somme perçue par un seigneur en échange de la permission de faire paître le bétail sur ses terres. 
En Angleterre, le droit de pâturage est nommé Agistment, et se réfère spécifiquement aux forêts du roi. To agist désigne, dans le droit anglais, le droit de faire paître ses bêtes en échange d'une somme. À notre époque et dans des lieux comme le parc national New Forest, des Agisters sont chargés de surveiller l'état des bêtes qui pâturent en échange de l'acquittement du droit de pâturage  .